# Lista de deputados estaduais do Amazonas da 19.ª legislatura
Esta é a lista de deputados estaduais do Amazonas para a legislatura 2019–2023.

## Composição das bancadas
| Partido       | Líder               | Bancada | Posição      |
| ------------- | ------------------- | ------- | ------------ |
| UNIÃO         | Adjuto Afonso       | 5 / 24  | Governo      |
| PP            | Dermilson Chagas    | 4 / 24  | Governo      |
| PODE          | Wilker Barreto      | 3 / 24  | Governo      |
| PL            | Cabo Maciel Pereira | 3 / 24  | Governo      |
| Republicanos  | João Luiz Almeida   | 3 / 24  | Independente |
| PSC           | Dr. Francisco Gomes | 2 / 24  | Governo      |
| PSD           | Nejmi Aziz          | 1 / 24  | Oposição     |
| Solidariedade | Ricardo Nicolau     | 1 / 24  | Oposição     |
| PV            | Carlinhos Bessa     | 1 / 24  | Governo      |
| Cidadania     | Wilker Barreto      | 2 / 24  | Governo      |
| PSB           | Serafim Corrêa      | 1 / 24  | Oposição     |
| PT            | Sinésio Campos      | 1 / 24  | Oposição     |
| PRTB          | Josué Neto          | 1 / 24  | Governo      |

## Deputados Estaduais
| Nome                         | Partido       | Coligação                                            | Votos nominais | Notas                                                                                         | Ref   |
| ---------------------------- | ------------- | ---------------------------------------------------- | -------------- | --------------------------------------------------------------------------------------------- | ----- |
| Mayara Pinheiro              | Republicanos  | Eu Voto no Amazonas IV PP - PR - PPL - SOLIDARIEDADE | 50.819         | Eleita pelo PP                                                                                | [ 1 ] |
| Roberto Cidade               | UNIÃO         | PV                                                   | 33.239         | Eleito pelo PV                                                                                | [ 1 ] |
| Dermilson Chagas             | Republicanos  | Eu Voto no Amazonas IV PP - PR - PPL - SOLIDARIEDADE | 31.625         | Eleito pelo PP                                                                                | [ 1 ] |
| Delegado Péricles Nascimento | PL            | Eu Voto no Amazonas V PHS - PTB - PSL                | 30.573         | Eleito pelo PSL                                                                               | [ 1 ] |
| Ricardo Nicolau              | Solidariedade | Amazonas com Segurança I PSD - PRB - DEM             | 30.134         | Eleito pelo PSD.                                                                              | [ 1 ] |
| Belarmino Lins               | PP            | Eu Voto no Amazonas IV PP - PR - PPL - SOLIDARIEDADE | 30.100         |                                                                                               | [ 1 ] |
| Augusto Ferraz               | DEM           | Amazonas com Segurança I PSD - PRB - DEM             | 29.663         | Renunciou ao cargo depois de ser eleito prefeito de Iranduba, nas eleições municipais de 2020 | [ 1 ] |
| Wilker Barreto               | Cidadania     | Eu Voto no Amazonas V PHS - PTB - PSL                | 29.275         | Eleito pelo PHS, passou também pelo PODE                                                      | [ 1 ] |
| Saullo Vianna                | UNIÃO         | PPS                                                  | 27.880         | Eleito pelo PPS (atual Cidadania), passou também pelo PTB.                                    | [ 1 ] |
| Cabo Maciel Pereira          | PL            | Eu Voto no Amazonas IV PP - PR - PPL - SOLIDARIEDADE | 27.258         | O partido mudou de nome, antes se chamava PR.                                                 | [ 1 ] |
| Josué Neto                   | PRTB          | Amazonas com Segurança I PSD - PRB - DEM             | 26.924         | Eleito pelo PSD.                                                                              | [ 1 ] |
| Joana Darc Protetora Animais | UNIÃO         | Eu Voto no Amazonas IV PP - PR - PPL - SOLIDARIEDADE | 26.816         | Eleita pelo PR (atual PL).                                                                    | [ 1 ] |
| João Luiz Almeida            | Republicanos  | Amazonas com Segurança I PSD - PRB - DEM             | 25.858         |                                                                                               | [ 1 ] |
| Serafim Corrêa               | PSB           | Renova Amazonas II PSB - PMN - PROS                  | 25.025         |                                                                                               | [ 1 ] |
| Alessandra Campello          | PSC           | Por um Amazonas Melhor MDB - DC                      | 23.859         | Eleita pelo MDB.                                                                              | [ 1 ] |
| Sinésio Campos               | PT            | O Povo Feliz de Novo PC do B - PT                    | 22.981         |                                                                                               | [ 1 ] |
| Adjuto Afonso                | UNIÃO         | Eu Voto no Amazonas III PDT - PRP - AVANTE           | 21.145         | Eleito pelo PDT.                                                                              | [ 1 ] |
| Nejmi Aziz                   | PSD           | Amazonas com Segurança I PSD - PRB - DEM             | 19.959         | Assumiu posteriormente após a renúncia do deputado Augusto Ferraz                             | [ 8 ] |
| Doutor Francisco Gomes       | PSC           | Eu Voto no Amazonas III PDT - PRP - AVANTE           | 19.759         | Eleito pelo extinto PRP                                                                       | [ 1 ] |
| Fausto Junior                | UNIÃO         | PV                                                   | 19.446         | Eleito pelo PV, passou também pelo MDB.                                                       | [ 1 ] |
| Professora Therezinha Ruiz   | PL            | Amazonas com Segurança II PSDB - PTC                 | 17.111         | Eleita pelo PSDB.PR                                                                           | [ 1 ] |
| Felipe Souza                 | PODE          | Eu Voto no Amazonas V PHS - PTB - PSL                | 16.541         | Eleito pelo extinto PHS                                                                       | [ 1 ] |
| Carlinhos Bessa              | PV            | PV                                                   | 16.175         |                                                                                               | [ 1 ] |
| Álvaro Campello              | PP            | Eu Voto no Amazonas IV PP - PR - PPL - SOLIDARIEDADE | 15.992         |                                                                                               | [ 1 ] |
| Thiago Falcão                | PODE          | PODE                                                 | 13.313         |                                                                                               | [ 1 ] |